# 双竜C&E
双竜C&E 株式会社は、韓国の大手セメント製造会社である。

## 沿革
- 1962年 - 双竜セメント工業 株式会社設立。
- 1964年 - 寧越にセメント工場竣工。
- 1965年 - 生コン事業に参入。
- 1973年 - 大韓セメント工業に合併。
- 1975年 - 株式公開。
- 2002年 - 太平洋セメントに売却。
- 2016年 - 太平洋セメントが保有する全株式を韓国の投資会社に譲渡[3]。
- 2017年 - レミコン事業を双竜レミコンに分社。
- 2021年 - 社名を双竜C&Eに変更。